# Brian Keck
Brian Keck – amerykański zapaśnik. Dwukrotny medalista mistrzostw panamerykańskich, złoto w 2003. Zawodnik MMA, jedna przegrana walka w 1997.